# Desiat negritiat

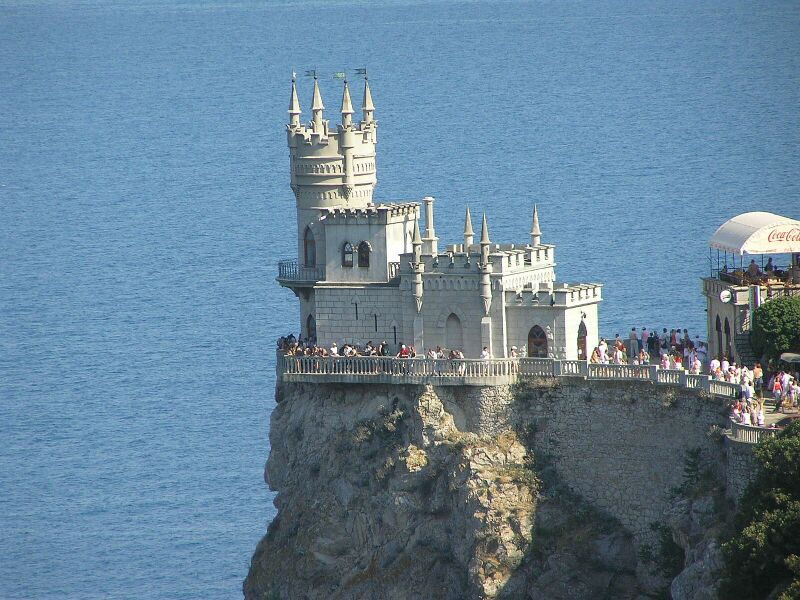
Svalboet i Gaspra nära Jalta på Krimhalvön.

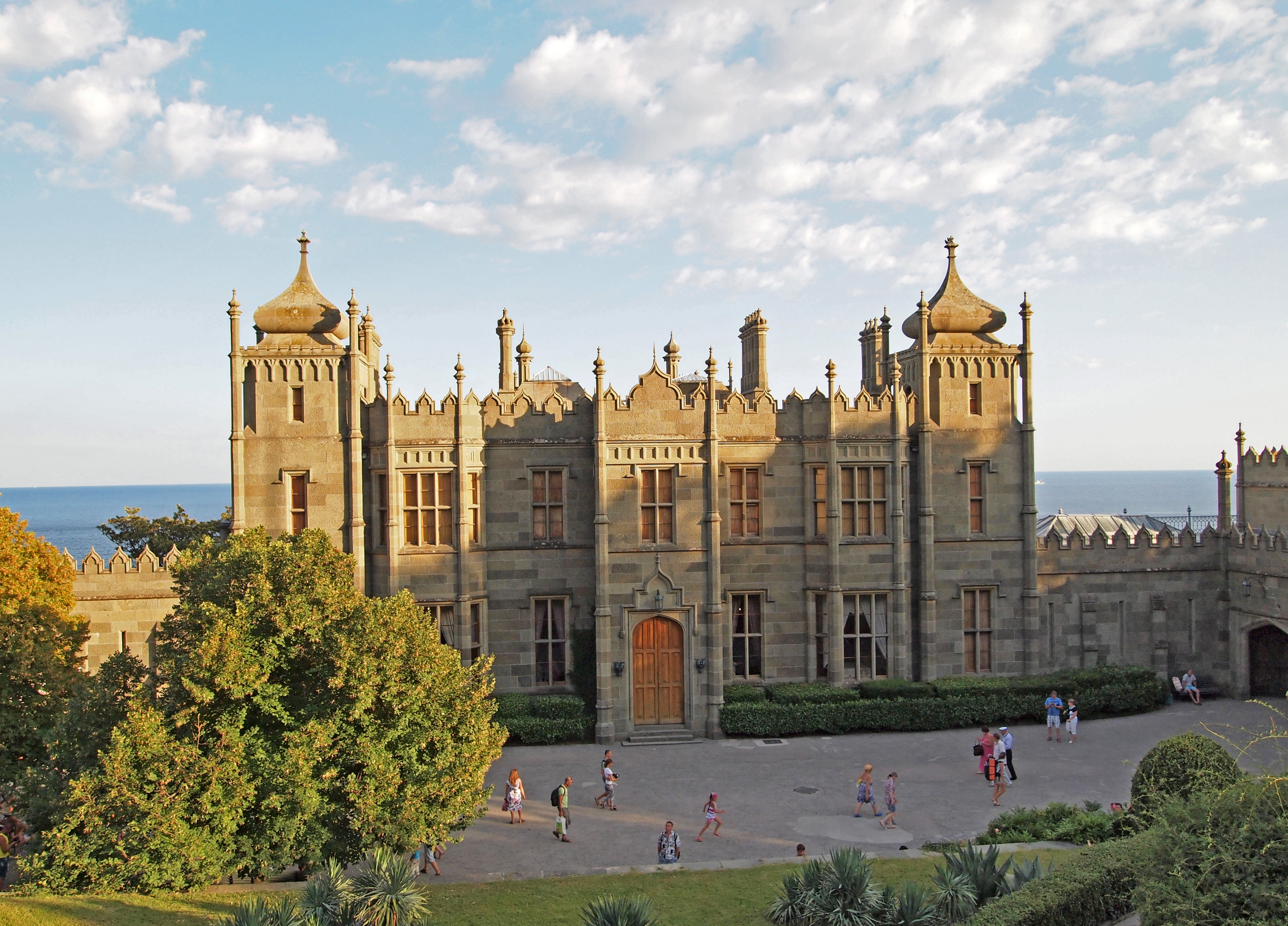
Vorontsovpalatset i Alupka på Krimhalvön.

Desiat negritiat (ryska: Десять негритят, "Tio små negrer") är en sovjetisk kriminal- och deckarfilm från 1987 regisserad av Stanislav Govoruchin. Filmen är baserad på Agatha Christies deckare Tio små negerpojkar från 1939.
Denna version var när den släpptes unik på så sätt att praktiskt taget ingen del av romanen hade ändrats (även om en sexuell relation mellan Vera och Lombard presenteras och den senares revolver ändras till en liten automatpistol). Till skillnad från de tidigare Hollywood/brittiska filmatiseringarna av historien är ingen av karaktärerna eller deras respektive brott förändrade på något sätt och filmen avslutas med den dystra finalen från Agatha Christies originalroman, snarare än det optimistiska slutet från 1943 års scenversion som de flesta andra filmatiseringar valde att följa. Den sovjetiska filmatiseringen är lite mer fantasifull i det att mördaren utförligt i ensamhet berättar om sin metodologi och den överraskande vändningen (verbalt istället för skriftligen som i romanen).

## Synopsis
En varm dag i början av augusti någon gång i slutet av 1930-talet anländer åtta personer till en liten, isolerad ö utanför Devons kust i England. Var och en verkar ha fått en inbjudan som är skräddarsydd för hans eller hennes personliga omständigheter, till exempel ett erbjudande om anställning eller en oväntad sensommarsemester. De möts av Thomas och Ethel Rogers, butlern och kocken/hushållerskan, som uppger att deras värdar, Mr Ulick Norman Owen och hans fru Mrs Una Nancy Owen, som de ännu inte har träffat personligen, inte har anlänt, men lämnat instruktioner vilket slår alla gäster som märkligt.

## Produktion
Även om det ser ut som att filmen spelades in på en verklig ö med en herrgård är det långt ifrån sanningen. Produktionen spelades in på Krimhalvön vid Svarta havets norra kust och använde halvöns två berömda herrgårdar, Svalboet i Gaspra nära Jalta och Vorontsovpalatset nära staden Alupka. Båda husen låg på stora, cirkulära klippor som Krim är känt för, vilket skapade illusionen av en ö. Men när huset syns i exteriörscenerna är det i själva verket en skalmodell, filmad med skådespelare i forcerat perspektiv.

## Rollista
| Vladimir Zeldin        | – Lawrence Wargrave      |
| Tatjana Drubitj        | – Vera Claythorne        |
| Aleksandr Kajdanovskij | – Philip Lombard         |
| Aleksej Zjarkov        | – William Blore          |
| Ljudmila Maksakova     | – Emily Brent            |
| Anatolij Romasjin      | – Doktor Armstrong       |
| Mikhail Gluzskij       | – General MacArthur      |
| Aleksej Zolotnitskij   | – Mr. Rogers             |
| Irina Teresjenko       | – Mrs. Rogers            |
| Aleksandr Abdulov      | – Anthony Marston        |
| Igor Jasulovitj        | – Inspelad röst på skiva |